# Something Beautiful Remains
Something Beautiful Remains ist ein Lied von Tina Turner aus dem Jahr 1996, das von Terry Britten und Graham Lyle geschrieben und von Britten produziert wurde. Es erschien auf dem Album Wildest Dreams.

## Hintergrund
Geschrieben und komponiert wurde Something Beautiful Remains von Terry Britten und Graham Lyle. Britten zeichnete darüber hinaus für die Produktion verantwortlich. Musikalisch handelt es sich bei dem Titel um einen Popsong mit Einflüssen aus Funk und Soul.
Die Erstveröffentlichung von Something Beautiful Remains erfolgte als Teil von Turners achtem Soloalbum Wildest Dreams am 29. März 1996. Am 7. Oktober 1996 erschien es erstmals als Single, diese erfolgte lediglich europaweit. Neben der Singleversion erschien auch ein „Joe Urban Remix“ sowie der „Joe Urban Remix Edit“. Der Titel wurde auch als Hidden Track auf den US-Versionen des Albums Wildest Dreams verwendet. Darüber hinaus war Something Beautiful Remains Teil der Kompilationen All the Best (2004) und The Platinum Collection (2009).

## Musikvideo
Zu dem Lied wurde auch ein Musikvideo gedreht. Es zeigt Tina Turner an einem Strand, in den Bergen und mit einigen Kindern. Auch einige Schwarzweißaufnahmen von ihr von einem Besuch einer Stadt sind zu sehen.

## Charts und Chartplatzierungen
| ChartsChartplatzierungen     | Höchstplatzierung | Wochen |
| ---------------------------- | ----------------- | ------ |
| Vereinigtes Königreich (OCC) | 27 (3 Wo.)        | 3      |